# Soriacebus
Soriacebus — викопний рід ссавців з інфраряду вищих приматів. Рід містить два відомі види: Soriacebus adrianae Soriacebus ameghinorum. Викопні рештки знайдено в Аргентині в міоценових шарах.